# Françoise De Smedt
Françoise De Smedt ('s-Gravenbrakel, 3 april 1975) is een Belgisch natuurkundige en marxistisch politica voor de  PTB.

## Levensloop
In 1997 werd De Smedt master in de fysische wetenschappen aan de UCL. Ze werkte vijftien jaar als fysicus in het Erasmusziekenhuis in Anderlecht.
De Smedt werd politiek actief bij de Partij van de Arbeid (PVDA). Ze werd er lid van de nationale raad van de partij en verantwoordelijke voor de Werkgroep Vrouwen. Van 2014 tot 2018 was ze parlementair attaché voor de PTB-fractie in het Brussels Hoofdstedelijk Parlement.
In december 2018 werd ze lid van het Brussels Hoofdstedelijk Parlement ter opvolging van Michaël Verbauwhede, die hoofdredacteur van het PVDA-partijblad Solidair werd. Bij de Brusselse gewestverkiezingen van mei 2019 werd De Smedt als lijsttrekker van de Franstalige PVDA-lijst herkozen. In juni 2019 werd ze vervolgens fractievoorzitter voor PVDA-PTB in het Brussels Parlement.
Voor de Brusselse gewestverkiezingen van juni 2024 was De Smedt opnieuw lijsttrekster van de Franstalige PVDA-lijst en werd ze herverkozen in het Brussels Parlement. 
Van 2020 tot 2024 was De Smedt eveneens bestuurslid van de CFFB, de Franstalige Vrouwenraad van België.